# Камениця (притока Дунайця)
Камениця (пол. Kamienica (lewy dopływ Dunajca)) — гірська річка в Польщі, у Лімановському повіті Малопольського воєводства на Лемківщині. Ліва притока Дунайця, (басейн Балтійського моря).

## Опис
Довжина річки 32 км, найкоротша відстань між витоком і гирлом — 21,06  км, коефіцієнт звивистості річки — 1,52 . Формується притоками, багатьма безіменними потоками та частково каналізована. У своєму верхньому руслі річка тече у Горчанському національному парку.

## Розташування
Бере початок на північно-східних схилах гори Турбач (1314,7 м) на висоті близько 1240 м над рівнем моря на південній околиці села Коніна (гміна Недзьведзь). Спочатку тече переважно на північний схід понад Любомеж, Щаву і далі різко повертає на південний схід. Тече через Засадне, село Каменицю, Ключники і на висоті 363,4 м над рівнем моря у Забжежі впадає у річку Дунаєць, праву притоку Вісли.

## Притоки
- Ставенець, Горцовий Потік, Могилиця, Щава, Зблюдза (ліві); Черновка, Гленбенець, Засадне, Войтаси, Цісовий Потік (праві).[2]

## Цікаві факти

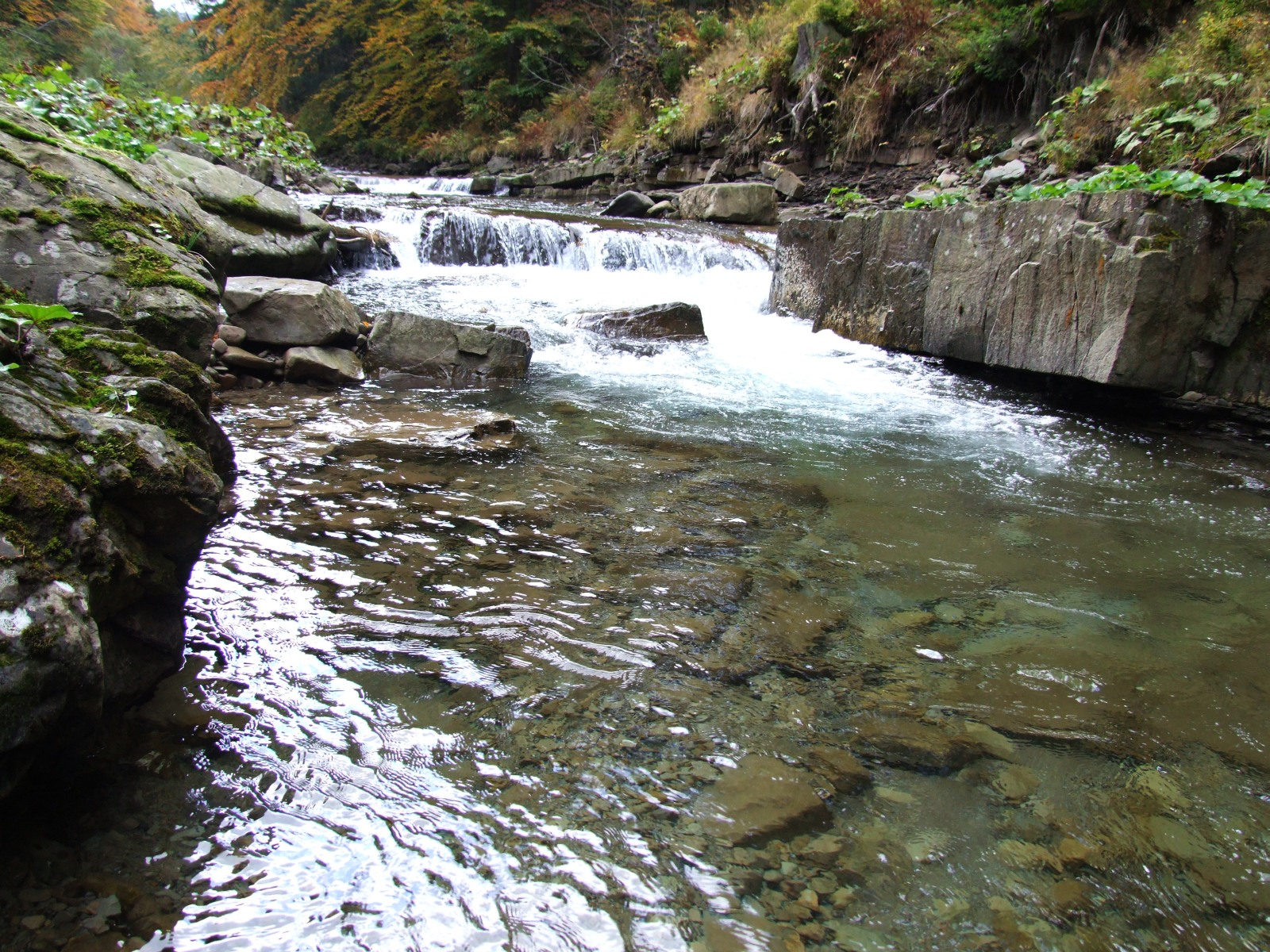
Камениця Горчанська над Трусювкою

- Понад річкою пролягають основні туристичні шляхи, яки на мапі туристичній зазначені кольором: жовним (Турбач (1310 м) — Поляна Турбача — Горчанський національний парк — Мишиця (1051 м) — Мізнувка (969 м) — Кутшиця (1051 м) — Ландшафтний парк Могилиці); синім (Пшислопек (1123 м) — Папежівка — Ланцкорона (746 м) — Нова Поляна — Вежа огляду на Горчу).[4]